# Giziel
Giziel (ros. Гизель) – wieś w Rosji, w Osetii Północnej, w rejonie prigorodnym. W 2010 liczyła 7814 mieszkańców.